# Djougou flygplats
Djougou flygplats är en flygplats i Benin.   Den ligger i departementet Donga, i den centrala delen av landet, 400 km norr om huvudstaden Porto-Novo. Djougou flygplats ligger 449 meter över havet.
Terrängen runt Djougou flygplats är platt. Trakten är tätbefolkad. Närmaste större samhälle är Djougou, 3,5 km nordost om Djougou flygplats. 